# Trichocentrum
Trichocentrum és un gènere de nova formació a partir d'espècies abans incloses en el gènere Oncidium d'orquídies. Les inflorescències d'aquestes plantes són ramificades i amb flors múltiples (menys abundants que en el gènere Oncidium). Són originàries d'Amèrica tropical.

## Descripció
La majoria en té pseudobulbs carnosos, amb fulles allargades i primes. Algunes en tenen fulles en forma de llapis, mentre que un altre grup presenta ventalls nans de fulles dures i trímeres; també n'hi ha un altre grup constituït per fulles doblegades d'aspecte coriaci. Poden ser les flors grosses o petites segons l'espècie, amb vares llargues i, tot i que la flor siga menuda, tenen una floració espectacular de moltes flors obertes a un temps que es manté durant setmanes.
La majoria de les espècie floreixen dues vegades a l'any; molts híbrids poden florir fins a tres vegades.
Les Trichocentrum es poden hibridar amb altres espècies d'Oncidium i fins i tot amb altres gèneres propers i donen lloc a híbrids intergenèrics.

## Distribució i hàbitat
Les Trichocentrum són un gènere 69 espècies d'orquídies de les regions tropicals des de Mèxic a l'Amèrica tropical.

## Etimologia
A causa que les flors semblen petites dones amb grans faldilles igual que les Oncidium, aquestes orquídies s'inclogueren en aquest gènere durant molts anys.
Oncidium procedeix del grec = "Onkos".
Olof Swartz, el 1800, els va donar aquest nom a causa que presenten una petita callositat situada a la base del llavi que sembla una berruga, tumor, inflor, en grec = Onkos.
El nom Oncidium equins és a causa de la forma de les seues diminutes flors que semblen el cap d'un cavall.

## Espècies deTrichocentrum

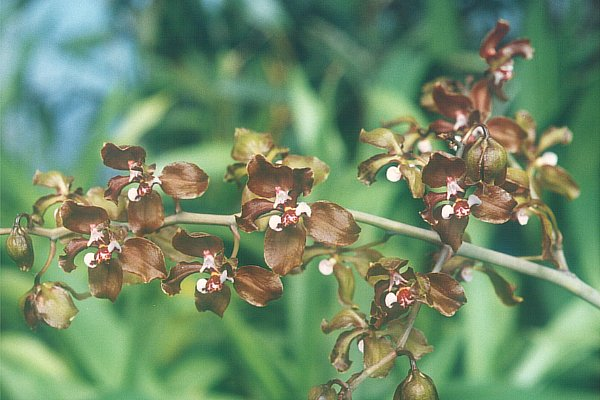
Trichocentrum microchilum

1. Trichocentrum aguirrei (Königer) M. W. Chase & N. H. Williams, Lindleyana 16: 218 (2001)
2. Trichocentrum albococcineum, Limitin, Ann. Hort. Belge Étrangère 15: 103 (1865)
3. Trichocentrum andreanum (Cogn.) R. Jiménez & Carnevali, Icon. Orchid. 5-6: t. 697 (2002 publ. 2003)
4. Trichocentrum andrewsiae (R. Jiménez & Carnevali) R. Jiménez & Carnevali, Icon. Orchid. 5-6: ix (2002 publ. 2003)
5. Trichocentrum ascendens (Lindl.) M. W. Chase & N. H. Williams, Lindleyana 16: 137 (2001)
6. Trichocentrum aurisasinorum (Standl. & L. O. Williams) M. W. Chase & N. H. Williams, Lindleyana 16: 137 (2001)
7. Trichocentrum bicallosum (Lindl.) M. W. Chase & N. H. Williams, Lindleyana 16: 137 (2001)
8. Trichocentrum binotii (Pabst) J. M. H. Shaw, Orchid Rev. 120 (1297, Suppl.): 16 (2012)
9. Trichocentrum biorbiculare (Balam & Cetzal) R. Jiménez & Solano, Acta Bot. Mex. 97: 53 (2011)
10. Trichocentrum brachyceras, Schltr., Repert. Spec. Nov. Regni Veg. Beih. 7: 184 (1920)
11. Trichocentrum brachyphyllum (Lindl.) R. Jiménez, Acta Bot. Mex. 97: 53 (2011)
12. Trichocentrum brandtiae, Kraenzl., Bull. Herb. Boissier 5: 109 (1897)
13. Trichocentrum brenesii, Schltr., Repert. Spec. Nov. Regni Veg. Beih. 19: 248 (1923)
14. Trichocentrum brevicalcaratum, C. Schweinf., Amer. Orchid. Soc. Bull. 13: 388 (1945)
15. Trichocentrum caloceras, Endres & Rchb. f., Gard. Chron. 1871: 1257 (1871)
16. Trichocentrum candidum, Lindl., Edwards's Bot. Reg. 29 (Misc.): 9 (1843)
17. Trichocentrum capistratum, Limitin & Rchb.f., Gard. Chron. 1871: 1257 (1871)
18. Trichocentrum carthagenense (Jacq.) M. W. Chase & N. H. Williams, Lindleyana 16: 137 (2001)
19. Trichocentrum cavendishianum (Bateman) M. W. Chase & N. H. Williams, Lindleyana 16: 137 (2001)
20. Trichocentrum cebolleta (Jacq.) M. W. Chase & N. H. Williams, Lindleyana 16: 137 (2001)
21. Trichocentrum cepula (Hoffmanns.) J. M. H. Shaw, Orchid Rev. 120(1297, Suppl.): 16 (2012)
22. Trichocentrum chrysops (Rchb.f.) Soto Arenas & R. Jiménez, Icon. Orchid. 5-6: ix (2002 publ. 2003)
23. Trichocentrum costaricense, Mora-Ret. & Pupulin, Selbyana 15: 94 (1994)
24. Trichocentrum cymbiglossum, Pupulin, Lindleyana 9: 51 (1994)
25. Trichocentrum dianthum, Pupulin & Mora-Ret., Selbyana 15: 90 (1994)
26. Trichocentrum estrellense, Pupulin & J. B. García, Lindleyana 10: 195 (1995)
27. Trichocentrum flavovirens (L. O. Williams) M. W. Chase & N. H. Williams, Lindleyana 16: 137 (2001)
28. Trichocentrum fuscum, Lindl., Edwards's Bot. Reg. 23: t. 1951 (1837)
29. Trichocentrum haematochilum (Lindl. & Paxton) M. W. Chase & N. H. Williams, Lindleyana 16: 137 (2001)
30. Trichocentrum helicanthum (Kraenzl.) ined., Orchid Rev. 120(1297, Suppl.): 16 (2012)
31. Trichocentrum hoegei, Rchb.f., Gard. Chron., n.s., 16: 717 (1881)
32. Trichocentrum ionopthalmum, Rchb.f., Gard. Chron., n.s., 6: 100 (1876)
33. Trichocentrum johnii (Oppenheim) M. W. Chase & N. H. Williams, Lindleyana 16: 137 (2001)
34. Trichocentrum jonesianum (Rchb.f.) M. W. Chase & N. H. Williams, Lindleyana 16: 137 (2001)
35. Trichocentrum lacerum (Lindl.) J. M. H. Shaw, Orchid Rev. 120(1297, Suppl.): 16 (2012)
36. Trichocentrum lanceanum (Lindl.) M. W. Chase & N. H. Williams, Lindleyana 16: 137 (2001)
37. Trichocentrum leeanum, Rchb.f., Flora 69: 550 (1886)
38. Trichocentrum leptotifolium (Cetzal & Carnevali) R. Jiménez & Solano, Acta Bot. Mex. 97: 54 (2011)
39. Trichocentrum lindenii (Brongn.) M. W. Chase & N. H. Williams, Lindleyana 16: 137 (2001)
40. Trichocentrum longifolium (Lindl.) R. Jiménez, Acta Bot. Mex. 97: 54 (2011)
41. Trichocentrum lowii (Rolfe) M. W. Chase & N. H. Williams, Lindleyana 16: 137 (2001)
42. Trichocentrum loyolicum, Pupulin, Karremans & G. Merino, Harvard Pap. Bot. 13: 220 (2008)
43. Trichocentrum luridum (Lindl.) M. W. Chase & N. H. Williams, Lindleyana 16: 137 (2001)
44. Trichocentrum margalefii (Hágsater) M. W. Chase & N. H. Williams, Lindleyana 16: 137 (2001)
45. Trichocentrum mattogrossense, Hoehne, Relat. Commiss. Linhas Telegr. Estratég. Matto Grosso Amazones 1: 55 (1910)
46. Trichocentrum microchilum (Bateman exLindl.) M. W. Chase & N. H. Williams, Lindleyana 16: 138 (2001)
47. Trichocentrum morenoi (Dodson & Luer) M. W. Chase & N. H. Williams, Lindleyana 16: 138 (2001)
48. Trichocentrum nanum (Lindl.) M. W. Chase & N. H. Williams, Lindleyana 16: 138 (2001)
49. Trichocentrum nataliae (Balam & Carnevali) R. Jiménez & Solano, Acta Bot. Mex. 97: 54 (2011)
50. Trichocentrum neudeckeri, Königer, Arcula 6: 175 (1996)
51. Trichocentrum nudum (Bateman exLindl.) M. W. Chase & N. H. Williams, Lindleyana 16: 138 (2001)
52. Trichocentrum obcordilabium, Pupulin, Novon 8: 283 (1998)
53. Trichocentrum oestlundianum (L. O. Williams) M. W. Chase & N. H. Williams, Lindleyana 16: 138 (2001)
54. Trichocentrum orthoplectron, Rchb.f., Gard. Chron., n.s., 19: 562 (1883)
55. Trichocentrum panduratum, C. Schweinf., Amer. Orchid Soc. Bull. 14: 104 (1945)
56. Trichocentrum pendulum (Carnevali & Cetzal) R. Jiménez & Solano, Acta Bot. Mex. 97: 54 (2011)
57. Trichocentrum pfavii, Rchb.f., Gard. Chron., n.s., 16: 70 (1881)
58. Trichocentrum pinelii, Lindl., Gard. Chron. 1854: 772 (1854)
59. Trichocentrum popowianum, Königer, Arcula 6: 178 (1996)
60. Trichocentrum porphyrio, Rchb.f., Ill. Hort. 31: 9 (1884)
61. Trichocentrum polchrum, Poepp. & Endl., Nov. Gen. Sp. Pl. 2: 11 (1836)
62. Trichocentrum pumilum (Lindl.) M. W. Chase & N. H. Williams, Lindleyana 16: 138 (2001)
63. Trichocentrum purpureum, Lindl. exRchb.f., Gard. Chron. 1854: 772 (1854)
64. Trichocentrum recurvum, Lindl., Edwards's Bot. Reg. 29 (Misc.): 9 (1843)
65. Trichocentrum sierracaracolense (Cetzal & Balam) R. Jiménez & Solano, Acta Bot. Mex. 97: 54 (2011)
66. Trichocentrum splendidum (A. Rich. exDuch.) M. W. Chase & N. H. Williams, Lindleyana 16: 138 (2001)
67. Trichocentrum sprucei (Lindl.) M. W. Chase & N. H. Williams, Lindleyana 16: 218 (2001)
68. Trichocentrum stacyi (Garay) M. W. Chase & N. H. Williams, Lindleyana 16: 138 (2001)
69. Trichocentrum stramineum (Bateman exLindl.) M. W. Chase & N. H. Williams, Lindleyana 16: 138 (2001)
70. Trichocentrum teaguei, Christenson, Orchid Digest 61: 32 (1997)
71. Trichocentrum tenuiflorum, Lindl., Paxton's Fl. Gard. 1: 12 (1850)
72. Trichocentrum tigrinum, Limitin & Rchb.f., Gard. Chron. 1869: 892 (1869)
73. Trichocentrum undulatum (Sw.) Ackerman & M. W. Chase, Lindleyana 16: 225 (2001)
74. Trichocentrum viridulum, Pupulin, Novon 8: 285 (1998)
75. Trichocentrum wagneri, Pupulin, Lindleyana 10: 203 (1995)
76. Trichocentrum yucatanense (Cetzal & Carnevali) R. Jiménez & Solano, Acta Bot. Mex. 97: 54 (2011)

## Cultiu
Són plantes adaptables que es poden conrear fàcilment en una finestra orientada a l'est o a l'oest, fins i tot en un pati protegit d'orientació sud en zones de clima temperat.
Com altres orquídies, necessiten un cert grau d'humitat i abundant moviment d'aire. El reg deu ser al matí per assegurar la total evaporació de l'aigua de les fulles a boca de nit. L'aigua preferiblement de pluja o aigua destil·lada, però sempre de baixa alcalinitat.
La majoria dels membres d'aquesta família també requereixen abundant llum per florir adequadament i en zones de poca llum en època de floració se'ls pot suplementar amb focus de llum.
Cal recordar que aquestes orquídies requereixen terreny sec, no xopat, entre regs.

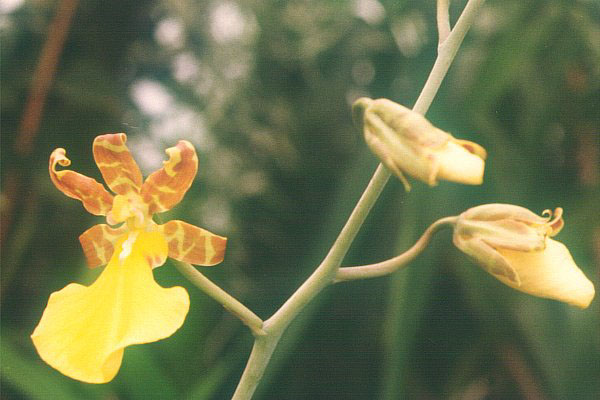
Trichocentrum splendidum